# سلول جداری
سلول‌ها یا یاخته‌های جداری (به زبان انگلیسی: Parietal cells یا oxyntic یا delomorphous cells) سلول‌های بافت پوششی دیوارهٔ معده هستند که اسید معده یا هیدروکلریک اسید و فاکتور داخلی (intrinsic factor) که یک نوع موکوپروتئین مسئول جذب ویتامین ب ۱۲ است را توسط فرایند انتقال فعال سلولی ترشح می‌کنند. این سلول‌ها تنها در محل‌های خاصی از معده به نام طاق معده پدیدار می‌شوند. پروتئین‌های غشائی حامل پروتون معده (به انگلیسی: ((enzyme hydrogen potassium ATPase (H+/K+ ATPase) که کاتیون‌های هیدروژن را جابه‌جا می‌کنند نیز تنها توسط سلول‌های دیواری ترشح می‌شوند. سلول‌های دیواری توسط هیستامین، استیل کولین و گاسترین تنظیم می‌شوند.